# 8940 Yakushimaru
8940 Yakushimaru è un asteroide della fascia principale. Scoperto nel 1997, presenta un'orbita caratterizzata da un semiasse maggiore pari a 2,9304888 UA e da un'eccentricità di 0,0410283, inclinata di 3,11888° rispetto all'eclittica.